# Bertrand de Comminges

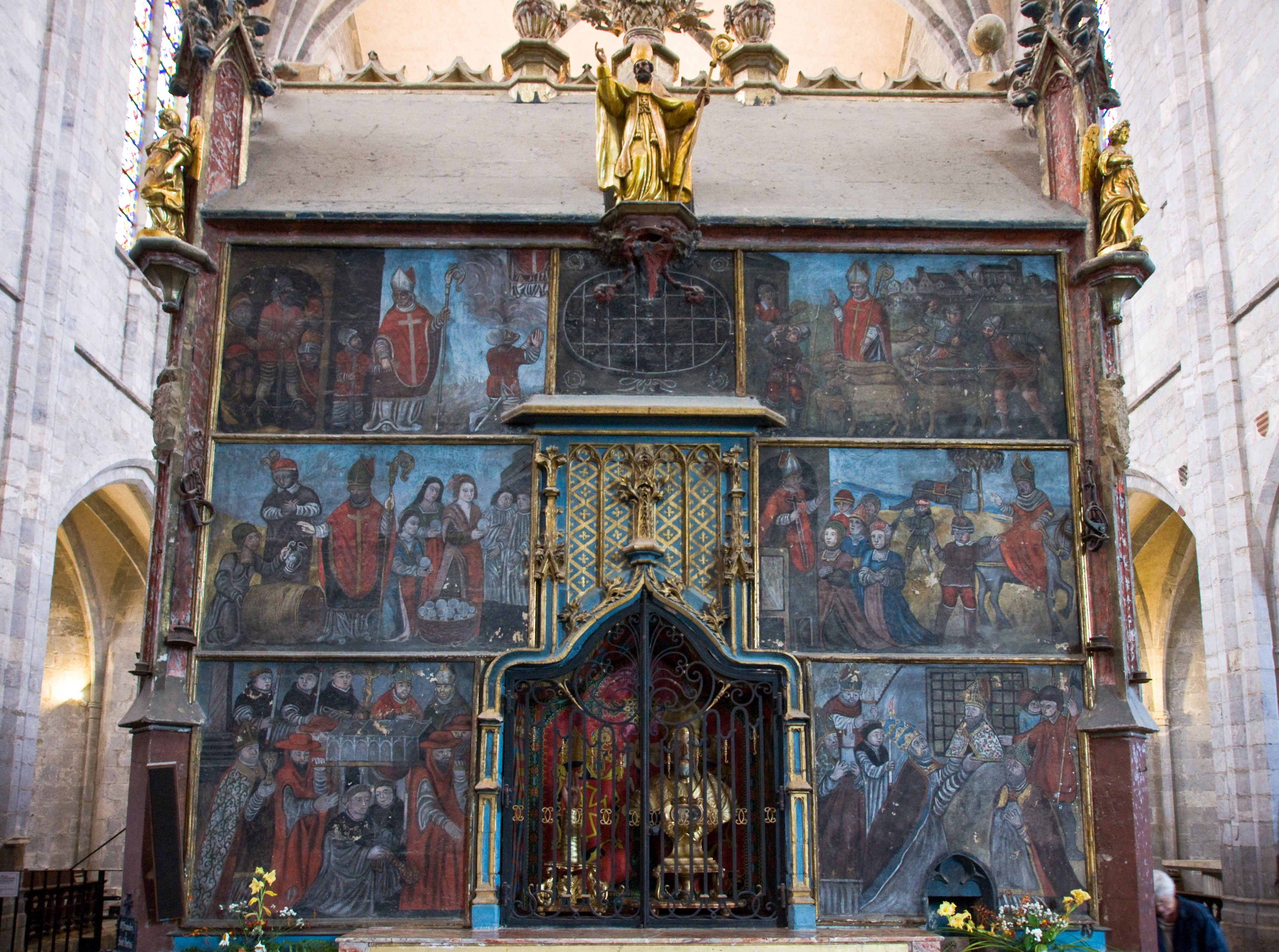
Grabmal in Notre-Dame de Saint-Bertrand-de-Comminges mit Darstellungen seines Lebens und seiner Wundertaten

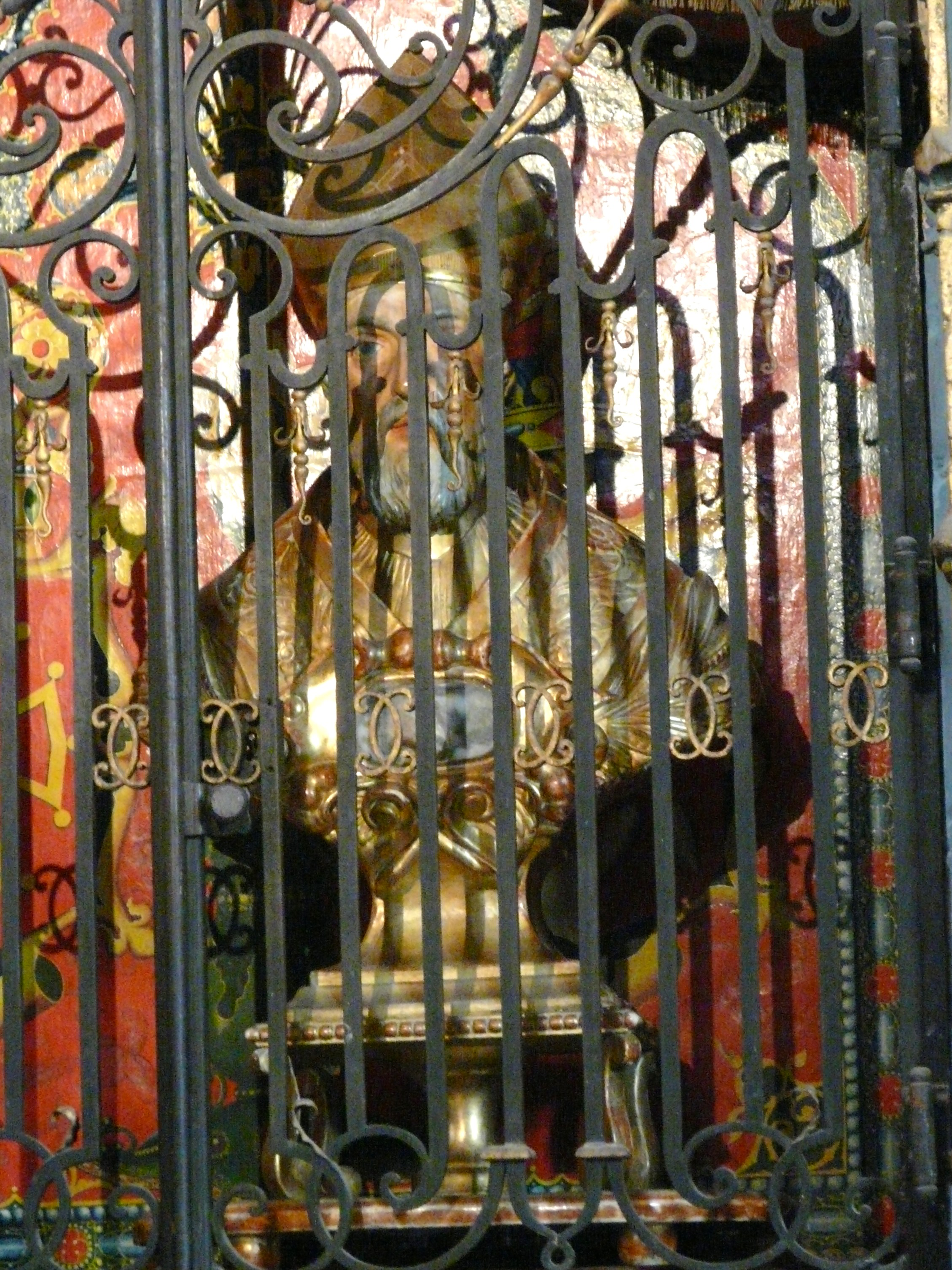
Büstenreliquiar im Zentrum des Grabmals

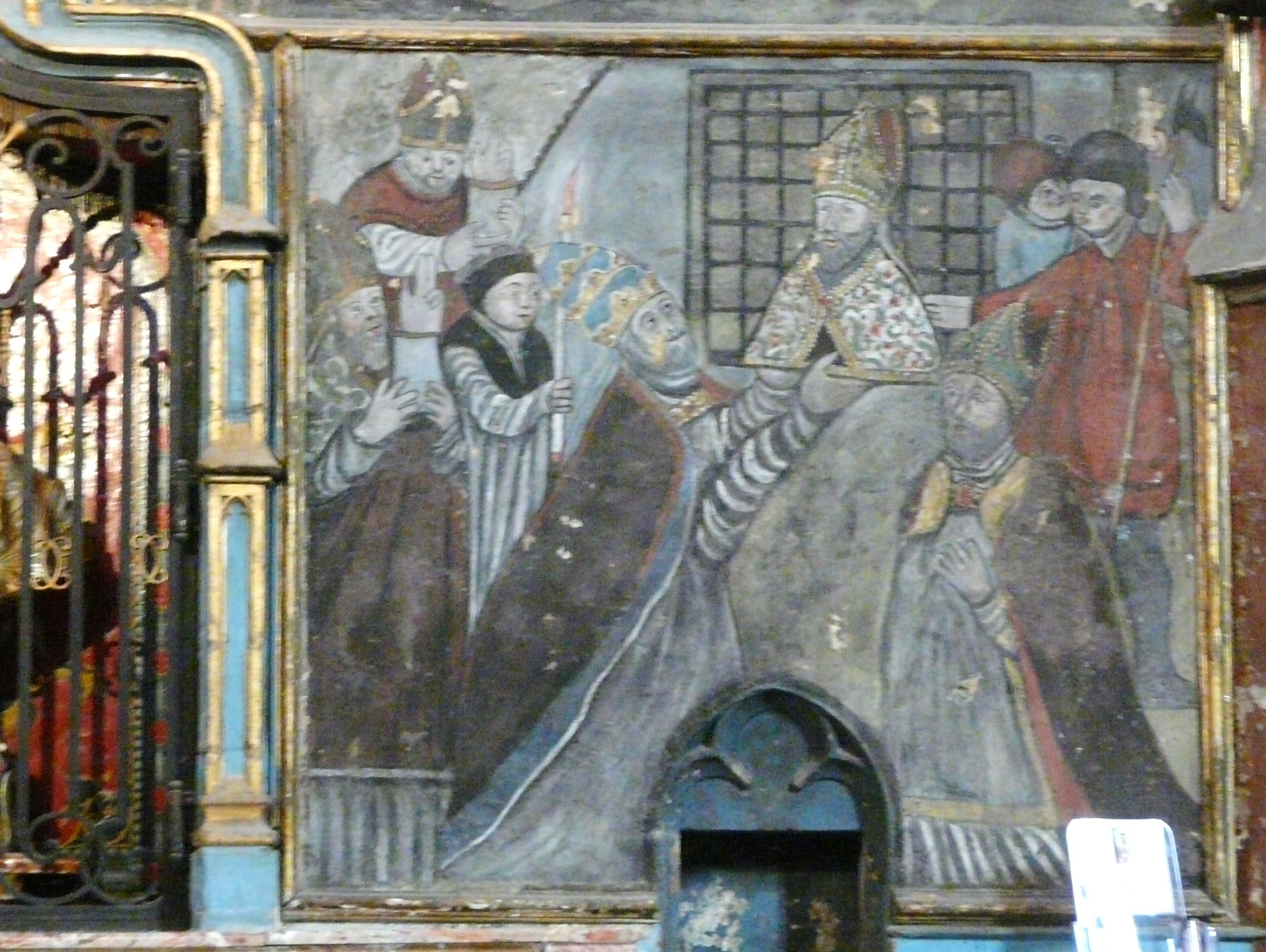
Papst Clemens V. erhebt die Reliquien Bertrands, anachronistische Darstellung der Zeremonie von 1309 am Grabmal

Bertrand von Comminges (auch Bertrand de L’Isle oder Bertrand de L’Isle-Jourdain; * um 1050 in L’Isle-Jourdain, Gers; † 16. Oktober 1123 in Saint-Bertrand-de-Comminges) war Bischof von Comminges. Er wird als Schutzpatron der Region Comminges verehrt.

## Herkunft
Bertrand war ein Sohn von Atton-Raymond, Graf von L’Isle-Jourdain, und Gervaise Emma Taillefer, Tochter des Grafen Wilhelm III. Taillefer von Toulouse. Durch seine Mutter war er ein Enkel von Wilhelm III., Graf von Toulouse, und Vetter von Wilhelm IV. und Raimond IV. von Saint-Gilles.

## Kirchliche Laufbahn
Nach einer anfänglichen Laufbahn als Militäroffizier wurde er Priester, dann Augustiner-Chorherr an der Kathedrale Saint Etienne in Toulouse, um 1070 Erzdiakon von Toulouse und um 1083 Bischof von Comminges mit Sitz in Saint-Bertrand-de-Comminges. Er begann den Bau der Kathedrale Notre-Dame de Saint-Bertrand-de-Comminges. Von der ersten, unter ihm begonnenen Bauphase sind wesentliche Teile noch erhalten.
Er war ein Anhänger der Gregorianische Reformen, die er auch in seinem Bistum durchzusetzen suchte. So lebte er mit seinem Klerus in quasi klösterlicher Gemeinschaft nach der Augustinusregel. Damit schuf er sich aber auch Gegner. Nach einem Bericht zündeten, während er einen Friedhof weihte, Mönche eine benachbarte Kirche an. Bertrand galt als furchtlos, eifrig und seelsorgerisch bemüht. Er protestierte zusammen mit Ivo von Chartres († 1116) öffentlich gegen die kirchenrechtlich ungültige zweite Ehe König Philipps I. († 1108) von Frankreich mit Bertrade de Montfort. Als 1103 auf dem Konzil von Poitiers dieses Thema diskutiert wurde, wurden er und andere Bischöfe von Anhängern des Königs mit Steinen beworfen.

## Tod und posthume Verehrung
Nach einer Amtszeit von über vierzig Jahren starb Bischof Bertrand an einem Fieber während einer Visitationsreise in seiner Diözese. Er wurde im Chor der Kathedrale Notre-Dame de Saint-Bertrand-de-Comminges bestattet. Schon kurz darauf setzte ein Verehrungs-Kult ein, über Wundertätigkeit wurde berichtet und seine Amtsnachfolger förderten die Verehrung.
Um 1167 beauftragte Bertrands Neffe, Guillaume II. d’Andozile, Erzbischof von Auch, den Kleriker Vital, eine Vita Bertrands zu verfassen und eine Heiligsprechung einzuleiten. Papst Honorius III. eröffnete 1218 das Verfahren. Eine daraus resultierende angebliche Heiligsprechung 1220/1222 ist aber nicht dokumentiert. 1309 beauftragte der in Avignon residierende Papst Clemens V., der 1295 bis 1299 Bischof von Comminges gewesen war, vier Kardinäle mit der Erhebung der Gebeine Bertrands, was als Heiligsprechung galt, denn es hatte sich inzwischen eine Wallfahrt entwickelt. Kardinal Pierre von Foix, der 1422 bis 1437 Bischof von Saint-Bertrand de Comminges war, ließ das große Mausoleum, das zugleich Hochaltar der Kirche Notre-Dame de Saint-Bertrand-de-Comminges ist, errichten.